# 喜劇 駅前飯店
『喜劇 駅前飯店』（きげきえきまえはんてん）は、1962年12月23日に東宝系で公開された日本映画。カラー。東宝スコープ。東京映画作品。95分。

## 概要
『駅前シリーズ』第5作。本作から大空真弓と山茶花究がレギュラー入りする。
本作では『喜劇 駅前団地』以来3作振りに首都圏に舞台が戻り、神奈川県の横浜中華街を舞台としている。そして森繁久彌を始めとする男性レギュラーは、シリーズでは唯一中国人を演じている。
歌のゲストは大木伸夫とおさげ姉妹。そして、この年一本足打法を完成し、38本のホームランを打って初のホームラン王を獲得した、読売ジャイアンツの王貞治選手（現：福岡ソフトバンクホークス球団取締役会長）が、本人の役で出演、これ以後スポーツ界からのゲストも歌手ほどではないが恒例となる。

## スタッフ
- 監督：久松静児
- 製作：佐藤一郎、金原文雄
- 脚本：長瀬喜伴
- 撮影：黒田徳三
- 美術：小野友滋
- 録音：原島俊男
- 照明：今泉千仭
- 音楽：広瀬健次郎
- 監督助手：奏幸三郎
- 整音：西尾曻
- スチール：大谷晟
- 編集：広瀬千鶴
- 現像：東京現像所
- 製作担当者：大久保欣四郎

## 出演者
- 徳清波：森繁久彌（特別出演）
- 周四方：フランキー堺
- 孫五林：伴淳三郎（松竹）
- 紅生姜：森光子（特別出演）
- 白川藤子：淡路恵子
- とめ：乙羽信子
- 陳屯謝：三木のり平
- 陸金楼：柳家金語楼
- 健太郎：高橋元太郎
- 林奇根：山茶花究
- 王貞治（読売巨人軍）
- 染太郎：池内淳子
- けい子：淡島千景
- 洋子：三原葉子
- 金太郎：沢村貞子
- 久美子：大空真弓
- 村木五郎：杉幸彦
- 梅：加藤春哉
- 喫茶バーの主人：沢村いき雄
- 富三：永井柳太郎
- 光子：小桜京子
- お花：岡村文子
- ：立岡光
- ：立原博
- 待合の女将：月野道代
- ：久里千春
- ：岩倉高子
- ぼたん：村松恵子
- 上田部長：天津敏
- 毛：中原成男

- 市川英三郎：大木伸夫（ポリドール）
- 歌い手：おさげ姉妹 （コロンビア）
- 張：田辺元
- ：羽柴久
- 船員：米倉斉加年
- ：長縄満雄
- 婆あや：小野松枝
- 女中：歌川千恵
- ：長谷川万里子
- 柳永：伊藤正博
- ：岡村俊明
- ：三谷勉
- ：伊東巨介
- ：大沢真吾
- 個室の女客：川久保とし子

## タイアップ
- 本作はエースコックがタイアップしており、周四方が即席ラーメン「エースコックワンタンメン」を食べようとしたり、林奇根が「♪ブタブタコブタ、こいつに決めた、ブウ!」と、同製品のCMソングを歌う場面が存在する。なおエースコックは後年「駅前ラーメン」という即席ラーメンを発売し、周役のフランキー堺を宣伝に起用、1968年公開の『喜劇 駅前開運』にも登場させている。

## 同時上映
『ニッポン無責任野郎』
- 脚本：田波靖男、松木ひろし／監督：古澤憲吾／主演：植木等

## 参考資料
- キネマ旬報